# Lae

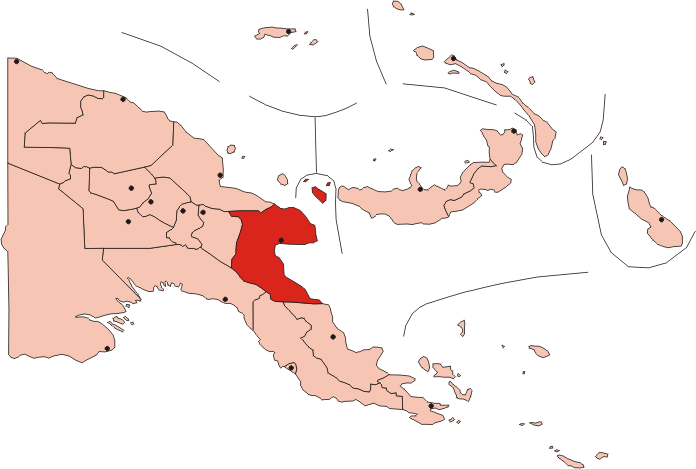
Położenie Lae w prowincji Morobe

Lae – miasto w Papui-Nowej Gwinei, stolica prowincji Morobe, w pobliżu ujścia rzeki Markham do zatoki Huon. Drugie pod względem wielkości miasto kraju. Ludność: 103 420 mieszkańców (2013).
Przemysł spożywczy i drzewny. Strefa przemysłowa dla inwestycji zagranicznych. Wybudowano port lotniczy i politechnikę. Port morski w Lae jest największym portem w kraju pod względem tonażu przeładunku towarów (około 4 miliony ton w 2012 roku, co stanowiło 51% przeładunków w całym kraju). Przez port transportowane są głównie złoto, drewno, sklejka i kawa.
W czasie II wojny światowej w latach 1942–1943 miasto było okupowane przez Japończyków.

## Współpraca
- Cairns, Australia